# 上表
上表是指向君主或神明獻上表的儀式。如上表的要求被拒絕，可再上表，最多三次。這種三次上表做法亦見於一些宗教儀式，例如太平清醮舉行前就要三次上表，依次為頭表、二表、三表。